# Nitrosoacetaldeído
Nitrosoacetaldeído é um composto organonitroso de formulação {\displaystyle {\ce {C2H3NO2}}}.